# Assessore anziano
L'assessore anziano è, nell'ordinamento amministrativo italiano, il membro della giunta comunale che sostituisce il sindaco in caso di assenza o impedimento dello stesso e del vicesindaco.

## Carica istituzionale
La figura dell'assessore anziano non trova la sua disciplina nel vigente Testo unico delle leggi sull'ordinamento degli enti locali, ma in alcuni singoli statuti comunali, che talvolta attribuiscono tale qualità all'assessore, escluso l'ex vicesindaco, nominato da più lungo tempo, oppure in altri casi all'assessore più anziano per età.
La figura dell'assessore anziano era anticamente prevista anche negli statuti di molte province. Prima della riforma degli enti locali avvenuta nel 1990, non essendo prevista dalla previgente legislazione la figura del vicesindaco, l'assessore anziano sostituiva il sindaco in caso di assenza o dimissioni dello stesso, reggendo in quest'ultimo caso la giunta fino alla nomina del successore o al commissariamento dell'ente.